# Diplobrachia japonica
Diplobrachia japonica är en ringmaskart som beskrevs av Ivanov 1960. Diplobrachia japonica ingår i släktet Diplobrachia och familjen skäggmaskar. Inga underarter finns listade i Catalogue of Life.